# Atto Dichiaratorio delle Colonie americane
L'Atto Dichiaratorio delle Colonie americane del 1766 (6 Geo. III c 12), comunemente noto come Declaratory Act (Atto dichiaratorio), fu una legge del Parlamento della Gran Bretagna che accompagnò la cancellazione dello Stamp Act (Legge del Bollo) del 1765 e l'emendamento allo Sugar Act (Legge dello zucchero). Il Parlamento cancellò lo Stamp Act poiché i boicottaggi stavano danneggiando i commerci britannici e usò la dichiarazione per giustificare l'annullamento e salvare la faccia. La dichiarazione stabiliva che l'autorità del Parlamento era la stessa in America come in Gran Bretagna e confermava l'autorità del Parlamento ad approvare leggi che valevano anche per le colonie americane.

## Antefatti
Rappresentanti di un numero di Tredici Colonie si riunirono in un'assemblea chiamata Congresso dello Stamp Act in risposta allo Stamp Act del 1765, per chiamare in questione il diritto di una potenza distante di tassarli senza che questi avessero un'appropriata rappresentanza. Il Parlamento della Gran Bretagna dovette quindi affrontare le colonie che si rifiutavano di conformarsi a questa legge. Questo, combinato con le proteste che si erano verificate nelle colonie e, con maggior importanza, le proteste che erano sorte in Gran Bretagna da parte delle aziende manufatturiere che stavano soffrendo per l'accordo di non-importazione da parte delle colonie, tutto volto alla cancellazione dello Stamp Act.
Normalmente l'attività economica nelle colonie non avrebbe causato una tale protesta, ma l'economia britannica stava ancora subendo una depressione postbellica a causa della Guerra dei sette anni. Un altro motivo per la cancellazione dello Stamp Act fu la sostituzione di George Grenville, il Primo Ministro che aveva promulgato gli Stamp Act, con Charles Watson-Wentworth, II marchese di Rockingham. Rockingham era più favorevole verso le colonie e inoltre era contrario alle politiche che Grenville aveva intrapreso. Rockingham invitò Benjamin Franklin a parlare al Parlamento sulla politica coloniale ed egli descrisse i coloni come contrari alle tasse interne (che erano derivate da transazioni coloniali interne) come il citato Stamp Act, ma non alle tasse esterne (che erano tasse sui beni importati). Il Parlamento allora fu d'accordo sulla cancellazione dello Stamp Act a condizione che l'Atto dichiaratorio fosse stato approvato.
Il 18 marzo 1766, il Parlamento abrogò lo Stamp Act e approvò l'Atto dichiaratorio.

## L'Atto
L'Atto dichiaratorio proclamò che il Parlamento 
(dall'Atto dichiaratorio)
.
Il frasario dell'Atto era intenzionalmente non ambiguo. In altre parole l'Atto dichiaratorio del 1766 asseriva che il Parlamento aveva l'assoluto potere di proclamare leggi e di effettuare cambiamenti al governo coloniale, "in qualsiasi caso", anche se i coloni non erano rappresentati in Parlamento.

## Reazioni
Sebbene molti nel Parlamento si rendessero conto che le tasse erano implicate in questa clausola, altri membri del Parlamento e molti coloni—che erano impegnati a celebrare quel che essi vedevano come la loro vittoria politica— no. Altri coloni, comunque, erano offesi a causa del fatto che l'Atto dichiaratorio nascondeva che più leggi sarebbero arrivate. 
Questo Atto Dichiaratorio fu copiato quasi parola per parola dall'Atto Dichiaratorio sull'Irlanda, una legge che aveva posto l'Irlanda in una posizione di sudditanza nei confronti della Corona, implicando che lo stesso destino sarebbe toccato alle Tredici colonie. Comunque, i coloni non chiesero mai esplicitamente la sua cancellazione, e cercarono una riconciliazione con la Corona fino all'ultimo minuto.
Il politico teorico Edward Mims descrisse la reazione americana all'Atto Dichiaratorio:
(Edward Mims Jr. ., The Majority of the People (New York: Modern Age Books, 1941), p. 71.)

## Conseguenze
Esclusi gli Stati Uniti, l'Atto dichiaratorio rimase valido per le rimanenti colonie dell'Impero britannico nell'emisfero occidentale. L'Atto non fu soppresso fino al 1964 ma per quel tempo la manciata delle colonie britanniche rimanenti nelle Indie Occidentali fu governata in base a costituzioni esplicitamente garantite sotto l'autorità del Parlamento (in particolare con il West Indies Act del 1962). Comunque, da quando la Legge sulla tassazione delle Colonie del 1778 fu approvata durante la Rivoluzione Americana, il Parlamento britannico non ha mai più tentato d'imporre direttamente delle tasse su qualcuna delle sue colonie (oggi note come Territori d'oltremare britannici). Invece, ogni qual volta il governo britannico percepì la necessità di un contributo delle Colonie per la difesa dell'Impero (come accadde durante la corsa anglo-tedesca agli armamenti navali dell'inizio del XX secolo), esso si appellò ai governi coloniali stessi per ottenere questi contributi, con vari livelli di successo.